# Wielki Nikobar
Wielki Nikobar – największa wyspa archipelagu Nikobary leżącego we wschodniej części Oceanu Indyjskiego. Jest najdalej na południe wysuniętą wyspą archipelagu i zarazem najdalej na południe położonym terytorium Indii. Wchodzi w skład terytorium związkowego Andamany i Nikobary.
Wyspa zajmuje powierzchnię 1045 km², najwyższy szczyt Mount Thullier osiąga wysokość 642 m i jest zarazem najwyższym szczytem całych Nikobarów. Wyspa jest słabo zaludniona, w 2001 zamieszkiwało ją zaledwie 9439 osób. Pokryta gęstym lasem równikowym, większość obszaru stanowi rezerwat biosfery.